# King Sunny Adé

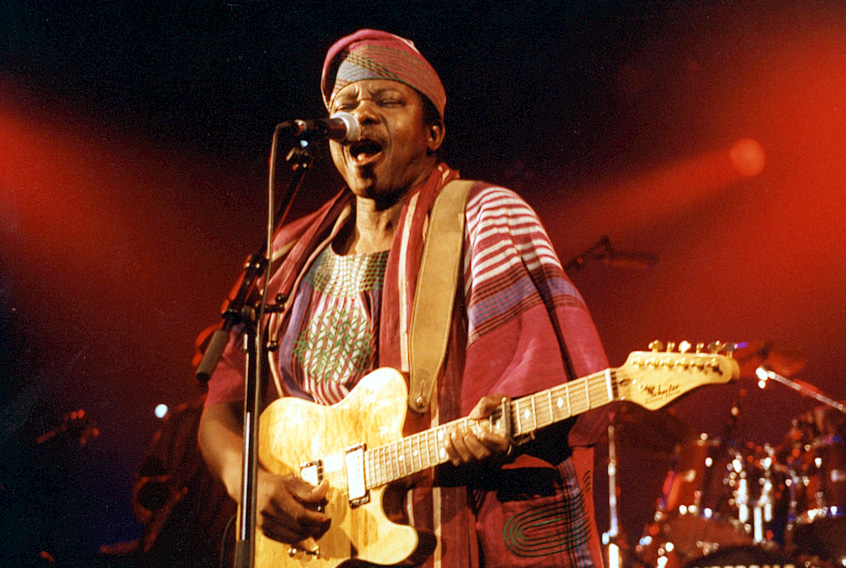
King Sunny Adé

King Sunny Adé, eigenlijk Sunday Adeniyi (Ondo, 1946) is een van de populairste artiesten van de Nigeriaanse Jùjú-muziek. Met zijn band, His African Beats, werd King Sunny Adé een internationale ster in Afrika midden jaren 80, terwijl hij ondertussen ook door diverse tours meer en meer aandacht kreeg in de Verenigde Staten en Europa.
Afkomstig uit een Nigeriaanse koninklijke familie in Oshgobo, verliet Adé de lagere school om zijn carrière te beginnen bij de Moses Olaiya's Federal Rhythm Dandies. Hij verliet deze groep in 1967 om zelf The Green Spots te vormen. Hij richtte een platenlabel op in 1974. Het eerste album dat hij hierop uitbracht was Juju music. Adé kreeg een groter publiek, toen Mango Records, een onderdeel van Island Records zijn platen begon uit te brengen. Hij werd al snel de Afrikaanse Bob Marley genoemd en kreeg grote concerten in de VS.
Tegen het eind van de jaren 80 werden zijn successen en platenverkopen minder, hoewel hij in Afrika populair bleef. Het album Odu uit 1998, een verzameling traditionele Yoruba liedjes, werd genomineerd voor een Grammy Award. Hij werd ook een van de machtigste personen uit Nigeria. Hij leidde vele bedrijven en diverse industrieën. Hij richtte ook een non-profitorganisatie op (King Sunny Ade Foundation) en werkt met de Musical Copyright Society of Nigeria.

## Discografie (selectie)

### Albums
- Alana Loluwa (1969)
- Vintage King Sunny Ade (1970)
- E K'ilo Fomo Ode (1974)
- The Late General Murtala Muhammed (1975)
- Sunny Ade Live Play (1976)
- In London (1976)
- Sound Vibration (1976)
- The Royal Sound (1976)
- Private Line (1978)
- Festac 77 (1978)
- The Royal Sound (1979)
- Searching For My Love (1979)
- Orimi Ja Fun Me (1980)
- The Message (1981)
- Ariya Special (1982)
- Check E (1981)
- Conscience (1982)
- Juju Music (1982)
- Maajo (1982)
- Ijinle Odu (1982)
- Ajoo (1983)
- Synchro System (1983)
- Live at Montreux (1983)
- Aura (1984)
- Otito (1985)
- Sweet Banana (1986)
- My Dear: New Direction (1986)
- Let Them Say (1986)
- Saviour (1986)
- Jealousy (1987)
- Merciful (1987)
- The Child (1988)
- Live Juju Live (1988)
- Destiny (1988)
- The Good Shepherd (1988)
- Wait For Me (1989) met Onyeka
- Funmilayo (1989)
- Authority (1990)
- Get Up (1990)
- E Dide (1990)
- Surprise (1992)
- Glory (1993)
- Live at the Hollywood Palace (1994)
- Odu (1998)
- Seven Degrees North (2000)
- Gems From the Classic Years (2007)

### Hitnoteringen
| Album met eventuele hitnotering(en) in de Nederlandse Album Top 100 | Datum van verschijnen | Datum van binnenkomst | Hoogste positie | Aantal weken | Opmerkingen |
| ------------------------------------------------------------------- | --------------------- | --------------------- | --------------- | ------------ | ----------- |
| Juju music                                                          | 1982                  | 4-9-1982              | 44              | 3            |             |
| Odu                                                                 | 1998                  |                       |                 |              |             |

- Biblioteca Nacional de España: XX4837435
- Bibliothèque nationale de France: cb13890595q (data)
- Gemeinsame Normdatei: 134311124
- International Standard Name Identifier: 0000 0001 1476 6144
- Library of Congress Control Number: n91129995
- MusicBrainz: 3e110caa-e9e8-4c33-98dc-ebbf0c6d2494
- Nationale Bibliotheek van Tsjechië: xx0037988
- Nationale Bibliotheek van Israël: 987007457635505171
- Nederlandse Thesaurus van Auteursnamen: 095248978
- Système universitaire de documentation: 073249467
- Virtual International Authority File: 85537776
- WorldCat: E39PBJk4FJ4tKhw98KW9JCk4bd